# Papirus 110
Papirus 110 (według numeracji Gregory-Aland), oznaczany symbolem {\displaystyle {\mathfrak {P}}^{110}} – wczesny grecki rękopis Nowego Testamentu, spisany w formie kodeksu na papirusie. Paleograficznie datowany jest na III wiek. Zawiera fragmenty tekstu Ewangelii według Mateusza. Pomimo fragmentarycznego charakteru przekazuje kilka unikatowych wariantów tekstowych, z których trzy nie występują w żadnym innym rękopisie. Jest cytowany w krytycznych wydaniach greckiego tekstu Nowego Testamentu.

## Opis
Zachował się tylko fragment jednej karty z tekstem Ewangelii według Mateusza (10,13-15.25-27). Oryginalna karta miała rozmiary 12 na 22 cm (według rekonstrukcji). Tekst pisany jest w 40-43 linijkach na stronę. Rękopis sporządzony został przez skrybę wprawionego w kopiowaniu dokumentów.
Nomina sacra pisane są skrótami.

## Tekst
Jakkolwiek fragment jest niewielki, tekst ma charakter niezależny. W jednym tylko wierszu (Mt 10,14) zawiera pięć rzadkich wariantów, z których trzy nie występują w żadnym innym rękopisie:
- εξερχομενων υμων (gdy wychodzicie) – zastosowany został genitivus absolutus; jest niepowtarzalnym wariantem, wszystkie pozostałe rękopisy stosują formę εξερχομενοι (tj. participium w nominativus pluralis). Forma ta zwykle jest interpretowana jako semityzm dla trybu rozkazującego (wyjdźcie!)[3].
- πολεως η κωμης (miasta czy wsi) – wariant {\displaystyle {\mathfrak {P}}}110 jest zgodny z Kodeksem Synajskim (א), minuskułem 892 i rękopisami rodziny Ferrara (f13). Inne rękopisy. m.in. Kodeks Watykański (B) przekazują bez η κωμης[3].
- brak wyrazu εκεινης (tamtej) – {\displaystyle {\mathfrak {P}}}110 – wariant zgodny z Kodeksem Bezy (D) oraz starołacińskimi rękopisami. Większość rękopisów zachowuje εκεινης (zaimek wskazujący w femininum), który jest zgodny z dwoma rzeczownikami użytymi w femininum, οικια (dom) i πολις (miasto)[3].
- απο (od) – unikatowy wariant, nie potwierdzony przez inny rękopis; Kodeks Synajski (א), Kodeks Efrema (C), Minuskuł 33 oraz 892 stosują przyimek εκ (z). Kodeks Watykański nie ma żadnego przyimka[3].
- εκμαξατε (zetrzyjcie) – unikatowy wariant, nie potwierdzony przez żaden inny rękopis; wszystkie pozostałe rękopisy mają εκτιναξατε (strząśnijcie)[3].

| Mateusz 10,14 w {\displaystyle {\mathfrak {P}}}110 | Mateusz 10,14 w Editio Regia (1550) | Mateusz 10,14 w NA27 |
| και ος αν μη δεξηται υμας μηδε ακουση τους λογους εξερχομενων υμων εξω της οικιας η της πολεως η κωμης εκμαξατε τον κονιορτον απο των ποδων υμων.                    | και ος εαν μη δεξηται υμας μηδε ακουση τους λογους υμων, εξερχομενοι της οικιας η της πολεως εκεινης εκτιναξατε τον κονιορτον των ποδων υμων. | και ος αν μη δεξηται υμας μηδε ακουση τους λογους υμων, εξερχομενοι εξω της οικιας η της πολεως εκεινης εκτιναξατε τον κονιορτον των ποδων υμων.      |
| A gdyby ktoś nie przyjął was ani nie chciał słuchać waszych słów, kiedy wychodzicie, na zewnątrz z takiego domu, miasta, czy wioski, zetrzyjcie proch z waszych nóg. | A jeśli ktoś nie przyjął was i nie chciał wysłuchał waszych słów, wychodząc z takiego domu albo miasta, strząśnijcie proch z waszych nóg.     | A gdyby ktoś was nie przyjął i nie chciał wysłuchać waszych słów, wychodząc na zewnątrz z takiego domu albo miasta, strząśnijcie proch z waszych nóg. |

## Historia

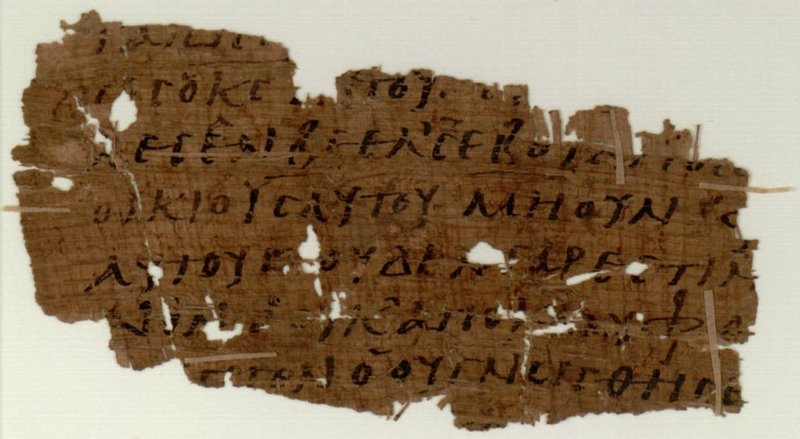
Strona verso (Mt 10,25-27)

Rękopis prawdopodobnie powstał w Egipcie. Na liście rękopisów znalezionych w Oksyrynchos figuruje na pozycji 4494. Tekst rękopisu opublikował Walter E. H. Cockle w 1999 roku. Comfort ponownie opublikował facsimile fragmentu oraz transkrypcję jego tekstu w roku 2000. INTF umieścił go na liście rękopisów Nowego Testamentu, w grupie papirusów, dając mu numer 110.
Rękopis datowany jest przez INTF na III wiek. Cockle, wydawca kodeksu, zauważył paleograficzne podobieństwo do Chester Beatty I oraz do P. Flor. II 108. Cockle uważał, że przypominające węzeł litery fi oraz alfa wskazują, że kodeks jest współczesny dla P. Oxy 1778 (datowany na IV wiek). Comfort uważa, że wszystkie cechy rękopisu są charakterystyczne dla III wieku i datuje go na koniec III wieku.
Cytowany jest w krytycznych wydaniach Nowego Testamentu. W 27 wydaniu Nestle-Alanda (NA27) został zaliczony do rękopisów cytowanych w pierwszej kolejności, co oznacza, że każdy jego wariant odbiegający od tekstu rezultatywnego jest odnotowywany w aparacie krytycznym.
Fragment przechowywany jest w Ashmolean Museum (P. Oxy. 4494) w Oksfordzie.